# Bo Yibo
Bo Yibo (pinyin: Bó Yībō; 17 de febrero de 1908, Shanxi, China - 16 de enero de 2007, Pekín, China) fue un político chino, uno de los líderes de la Revolución China. Es considerado uno de los Ocho Inmortales.

## Biografía
Bo Yibo participó en la revolución comunista de 1949. Fue degradado de su cargo de ministro de Hacienda durante la Revolución Cultural y no fue rehabilitado hasta 1978.
Defendía el comercio con Occidente, contrario al régimen comunista.
Procreó seis hijos, uno de ellos es Bo Xilai, ministro de Comercio del Gobierno Chino.
Falleció el 16 de enero de 2007 a la edad de 98 años en Pekín. El mes siguiente iba a celebrar su 99 cumpleaños.